# 장평중학교 (서울)
장평중학교(長坪中學校)는 대한민국 서울특별시 동대문구 장안동에 있는 공립 중학교이다.

## 학교 연혁
- 1967년 10월 20일 : 면목여자중학교 설립인가(24학급)
- 1968년 2월 15일 : 초대 권진택 교장 취임
- 1990년 3월 15일 : 장평중학교로 개칭(남녀공학)
- 2009년 3월 1일 : 영어교육정책 연구학교1/2년차(교육과학기술부요청)
- 2023년 2월 2일 : 제53회 졸업식 졸업생(245명) 총인원 31,039명
- 2023년 3월 1일 : 제17대 김계순 교장 취임
- 2023년 3월 2일 : 제56회 입학식(237명)
- 2024년 3월 4일 : 제57회 입학식(275명)

## 참고 자료
- 장평중학교 - 한국교육학술정보원 학교알리미